# 称願寺
称願寺（しょうがんじ）は、山梨県笛吹市にある仏教寺院。宗旨は時宗。

## 歴史
鎌倉時代の正応5年（1292年）、時宗二世の他阿真教を開山として創建された。開基は黒駒讃岐守。
所在する笛吹市上黒駒は甲府盆地南東部に位置し、笛吹川支流の金川左岸に立地する。一帯は甲府盆地から御坂峠越えを控えた古代官道である甲斐路（御坂路）・中世の鎌倉街道の要衝にあたる。近世には上黒駒村が成立する。
他阿は甲斐国の遊化を行い、そのルート上には北杜市須玉町若神子の長泉寺、甲府市太田町の一蓮寺、富士吉田市上吉田の西念寺など時宗寺院が分布している。松岸寺は総本山清浄光寺に次ぐ時宗の名刹である一蓮寺（甲府市）と関係が深い。
甲斐百八霊場の第三十四番。当寺創建700年を記念して、近くに養護老人ホームが設立された。

## 文化財

### 重要文化財（国指定）
- 木造他阿上人真教坐像（他阿上人真教坐像）

時宗二祖の他阿真教の等身大の肖像彫刻。鎌倉時代（14世紀）の作。木造・彩色・玉眼嵌入。像高は83.5センチメートル。像内の頸部には持蓮華（じれんげ）を納める。合掌して座した姿の真教の像で、病により顔の右半分が歪んだ風貌を忠実に写す。真教の肖像彫刻としては、神奈川県小田原市の蓮台寺に伝来する寿像（真教在世中の肖像）と並ぶ古作で、真教の死去（文保3年・1319年）からあまり時を隔てない時期の作と推定される

### 山梨県指定天然記念物
- 称願寺のサクラ

### その他
- 享禄2年（1529年）5月24日付の武田信虎判物が残る[7]。
- 境内には上黒駒村出身の博徒である黒駒勝蔵の墓があり、勝蔵の肖像画を所蔵している。勝蔵の肖像は寸法が縦86.9センチメートル、横56.3センチメートル。寄進された年代は不詳であるが、軸の裏側に「寄進 為菩提勤王侠客黒駒勝蔵之」と記されており、勝蔵と天皇との関わりを強調している[8]。

## 交通アクセス
東日本旅客鉄道中央本線石和温泉駅よりバスで約20分、道場バス停留所で下車徒歩数分。